# Strobiloestrus erikssoni
Strobiloestrus erikssoni är en tvåvingeart som beskrevs av Bertil Robert Poppius 1907. Strobiloestrus erikssoni ingår i släktet Strobiloestrus och familjen styngflugor.
Artens utbredningsområde är Kongo. Inga underarter finns listade i Catalogue of Life.